# ميخائيل أ. هيس
ميخائيل أ. هيس هو محامي وسياسي أمريكي، ولد في 5 يوليو 1952 في Roscrea ‏ في جمهورية أيرلندا، وتوفي في 15 أغسطس 1995 في واشنطن العاصمة في الولايات المتحدة. نشط حزبياً في الحزب الجمهوري. كان شخصية مهمة في معارك تعديل الدوائر الانتخابية، وحظي بالإعجاب لنزاهته وسعيه لتحقيق العدالة في هذه القضية.